# Iljaz Agushi
Iljaz Haxhi Agushi (ur. 15 kwietnia 1882 w Prisztinie, zm. 29 października 1943 w Tiranie) – albański polityk z Kosowa, minister robót publicznych w latach 1941–1943, wicepremier Albanii w roku 1943.

## Życiorys
Syn Haxhi Xhemala Agushiego. Po ukończeniu szkoły w Prisztinie kontynuował naukę w liceum w Bursie. Po jej ukończeniu pracował jako urzędnik na poczcie w Stambule, tam też zaangażował się w działalność albańskich organizacji narodowych. Po powrocie do kraju pracował dorywczo, a w połowie lat 30. objął funkcję dyrektora administracyjnego Wspólnoty Muzułmańskiej w Prisztinie. Po śmierci ojca rozpoczął karierę polityczną - w latach 1939-1941 zasiadał w parlamencie jugosłowiańskim jako przedstawiciel partii Dżemijet (Xhemijet) w okręgu Ferizaj. Po agresji niemieckiej na Jugosławię rozpoczął błyskotliwą karierę polityczną, zajmując się organizacją nowych władz i usuwaniem serbskich urzędników w Kosowie. Początkowo sprawował funkcję prefekta Prisztiny, a od grudnia 1941 jako minister robót publicznych w rządzie Mustafy Merliki i deputowany do pro-włoskiego parlamentu. W lutym 1943 objął nowo utworzone stanowisko wicepremiera w rządzie Maliqa Bushatiego. Po kapitulacji Włoch 11 września 1943, rząd albański pod kierunkiem Agushiego zajął się opracowaniem nowego programu politycznego, który miał określić pozycję władz albańskich wobec niemieckich władz wojskowych jako reprezentujących suwerenne państwo. W październiku 1943 został zastrzelony w swoim domu w Tiranie przez dwóch zamachowców, związanych z partią komunistyczną (Bujara Hoxhę i Shahina Gjashtę). Zamachowcy oddali w kierunku Agushiego sześć strzałów.
Był żonaty, miał czworo dzieci (w 1936 owdowiał i nigdy nie ożenił się ponownie). W północnej części Prisztiny znajduje się ulica nosząca imię Agushiego.